# Oliver Heil
Oliver Heil (* 19. Juni 1988 in Darmstadt) ist ein deutscher ehemaliger Fußballspieler. Der Stürmer spielte hauptsächlich für Vereine im Rhein-Main-Gebiet und stand zuletzt beim SC Hessen Dreieich unter Vertrag.

## Karriere
Der gebürtige Darmstädter Heil kam über die Jugenden des SV Rohrbach und des SV Darmstadt 98 zum 1. FSV Mainz 05, bei dem er in die 2. Mannschaft aufrückte. Der junge Angreifer hatte mit 17 Saisontoren wesentlichen Anteil an der Oberligameisterschaft 2008 und dem Aufstieg in die Regionalliga West. Dort absolvierte er 24 Spiele und erzielte acht Tore. Zur Saison 2009/10 wechselte er zum SV Waldhof Mannheim. Von dort ging Heil in der Winterpause 2009/10 zurück zu seinem Jugendverein SV Darmstadt 98. In Darmstadt stellte Heil eine Verstärkung für den Sturm dar. Mit vier Treffern unter den Trainern Živojin Juškić und Kosta Runjaic trug Heil seinen Teil zum Klassenerhalt bei. In der darauffolgenden Saison 2010/11, an dessen Ende der SV98 in die 3. Liga aufstieg, machte Heil 24 Spiele, in denen er zwölf Tore erzielte. Der Aufstieg wurde am letzten Spieltag mit einem 4:0-Erfolg gegen den FC Memmingen gesichert, bei dem Heil drei der vier Tore erzielte. Heil blieb dem SV Darmstadt 98 auch nach dem Aufstieg treu und wurde dort am 16. August 2011 beim 1:0-Auswärtserfolg beim SV Wehen Wiesbaden erstmals in der 3. Liga eingesetzt. In 25 Einsätzen in der 3. Liga erzielte Heil vier Tore und verließ Darmstadt zum Ende der Saison 2011/12. Er schloss sich dem Ligakonkurrenten SV Babelsberg an und unterschrieb einen Einjahresvertrag. Nach dem Abstieg der Babelsberger in die Regionalliga kehrte Heil in seine hessische Heimat zurück. Er spielte zunächst für Eintracht Wald-Michelbach und schloss sich zur Saison 2014/15 dem Verbandsligisten SC Hessen Dreieich an. Dann beendete er seine Karriere.